# Scott Joplin
Scott Joplin (24. november 1868 – 1. april 1917) var en amerikansk komponist og pianist. Joplin må nok først og fremmest betegnes som den vigtigste ragtime-komponist. Han fik sit store gennembrud med Maple Leaf Rag i 1899, der blev efterfulgt af mange andre. Han forsøgte sig også som operakomponist med bl.a. Treemonisha i 1911, men havde fiasko.
Joplins musik og ragtime i det hele taget fik en overvældende renæssance i 1974, da The Entertainer blev anvendt i filmen The Sting (Sidste stik).